# Jerzy Muszyński (prawnik)
Jerzy Muszyński (ur. 26 listopada 1930 w Gródku, zm. 8 maja 2024) – polski prawnik i politolog, pułkownik WP, profesor nauk politycznych.

## Życiorys
W 1957 roku ukończył studia prawnicze na Uniwersytecie Warszawskim. Doktorat uzyskał w 1961 roku, habilitację w 1967 roku, tytuł profesora nadzwyczajnego w 1976 roku, a tytuł profesora zwyczajnego otrzymał w 1985 roku. W latach 1961–1971 był pracownikiem Wojskowego Instytutu Prawniczego funkcjonującego w strukturach Wojskowej Akademii Politycznej im. Feliksa Dzierżyńskiego. W latach 1971–1990 szef Katedry Współczesnych Doktryn Politycznych na Wydziale Nauk Politycznych WAP.
Równocześnie w latach 1968–1971 pracownik naukowy Instytutu Nauk Społeczno-Politycznych SGGW w Warszawie, a w latach 1971–1985 Wydziału Dziennikarstwa i Nauk Politycznych Uniwersytetu Warszawskiego. Członek Komitetu Nauk Politycznych PAN, członek Komitetu ds. Krajów Azji, Afryki i Ameryki Południowej PAN (od 1983), członek Komitetu Prognozowania Perspektywicznego Rozwoju Kraju Polska 2000 PAN (od 1984 roku), członek Rady Ochrony Pomników Walki i Męczeństwa, a w latach 1988–1990 Rady Ochrony Pamięci Walk i Męczeństwa.
Członek Zrzeszenia Prawników Polskich (1958–1970), Związku Walki Młodych (1946–1948), Związku Młodzieży Polskiej (1948–1956), Polskiej Partii Robotniczej (1947–1948) oraz PZPR (1948–1990).
Autor ponad 350 prac z zakresu prawa i politologii. Promotor 31 doktorów oraz ponad 300 magistrów i licencjatów. 
Po rozwiązaniu Wojskowej Akademii Politycznej (w 1990 roku) pracował na uczelniach prywatnych, związany m.in. z Wyższą Szkołą Menadżerską w Warszawie oraz Prywatną Wyższą Szkołą Nauk Społecznych, Komputerowych i Medycznych.

## Odznaczenia i wyróżnienia
- Nagroda resortowa MON II stopnia (1970, 1977, 1978, 1985)
- Nagroda Przewodniczącego Komitetu ds. Radia i Telewizji I stopnia (1978)
- Nagroda Trybuny Ludu (1982)[3]
- Złote Pióro Żołnierza Wolności w dziedzinie popularyzacji ideologii marksistowsko-leninowskiej (1983)[4]
- Nagroda im. Ludwika Waryńskiego (1984) za książkę "Oblicza współczesności" (Wydawnictwo MON)[5].
- Nagroda Polskiego Towarzystwa Nauk Politycznych (1985)
- Krzyż Oficerski Orderu Odrodzenia Polski
- Krzyż Kawalerski Orderu Odrodzenia Polski
- Złoty Krzyż Zasługi
- Medal 40-lecia Polski Ludowej
- Medal Komisji Edukacji Narodowej
- Srebrny Medal Opiekuna Miejsc Pamięci Narodowej
- Medal 200-lecia Komisji Edukacji Narodowej (1974)[6]

## Publikacje książkowe i monografie
- Zasady ustrojowe sądownictwa wojskowego i prokuratury wojskowej w Polsce Ludowej (1964)
- Przestępstwo wojskowe a przewinienie dyscyplinarne w polskim prawie wojskowym (1967)
- Prawo karne wojskowe państw socjalistycznych (1967)
- Socjalizm w państwach środkowej i południowo-wschodniej Europy: społeczno-polityczne problemy rewolucji socjalistycznej i budownictwa socjalizmu (1975)
- Ideologia i polityka współczesnego lewactwa (1976, współautor)
- Konfrontacje ideologiczne (1980)
- Dyktatura proletariatu (1981)
- Anarchizm. Rzecz o nieziszczalnej wartości (1982)
- Leninowska koncepcja partii nowego typu: problemy teorii i praktyki (1982)
- Oblicza współczesności (1983)
- Teoria naukowego komunizmu a współczesność (1985)
- Marketing polityczny (1999)
- Transformacja ustroju politycznego Polski w latach 1989-98 (Wydawnictwo Wyższej Szkoły Zarządzania i Marketingu, 2000)
- Funkcjonowanie instytucji demokratycznych w Polsce: zarządzanie w samorządach terytorialnych (praca zbiorowa pod redakcją J. Muszyńskiego, 2000)
- Polskie państwo partyjne (Wydawnictwo Wyższej Szkoły Zarządzania i Marketingu, 2002)
- Leksykon marketingu politycznego (2001)
- Prezydentura w Polsce (2002)
- Teoria marketingu politycznego (2004)
- Agonia demokracji(2010)
- Polskie prawo wyborcze (2013)